# لانگ اشتون
لانگ اشتون (به انگلیسی: Long Ashton) یک روستا و محله مدنی در بریتانیا است که در سامرست شمالی واقع شده‌است. لانگ اشتون ۶٬۰۴۴ نفر جمعیت دارد.